# Beauvoir-de-Marc
Beauvoir-de-Marc är en kommun i departementet Isère i regionen Auvergne-Rhône-Alpes i sydöstra Frankrike. Kommunen ligger i kantonen Saint-Jean-de-Bournay som tillhör arrondissementet Vienne. År 2022 hade Beauvoir-de-Marc 1 103 invånare.

## Befolkningsutveckling
Antalet invånare i kommunen Beauvoir-de-Marc
Referens:INSEE